# Melissa Satta

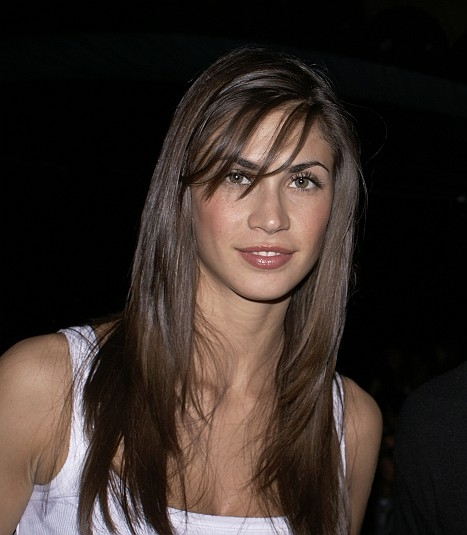
Satta im Mai 2007

Melissa Satta-Boateng, geb. Satta (* 7. Februar 1986 in Boston, Massachusetts) ist ein US-amerikanisch-italienisches Model, Moderatorin und Schauspielerin.

## Leben und Karriere
Satta wurde 1986 als Tochter von Mariangela Muzzu und des Architekten Enzo Satta in Boston geboren. Ihre Eltern stammen aus Sardinien. Sie lebte gleichermaßen in den USA, aber auch auf der Heimatinsel ihrer Eltern. Satta hat zwei Brüder. Nach der High School machte sie ihren Abschluss in Kommunikationswissenschaft an der Privatuniversität Università di comunicazione e lingue.
Sie begann im Alter von 16 Jahren mit ihrer Modelkarriere. 2005 war sie als Stimme einiger Werbesports von Telecom Italia zu hören. Ab 2006 moderierte sie diverse Sendungen im italienischen Fernsehen und war unter anderem bei MTV Italia und Fashion TV zu sehen. 2010 wurde sie auf der Sports Illustrated Swimsuit Issue abgebildet und ein halbes Jahr später in der Maxim. Außerdem war sie ab 2010 als Moderatorin für Sky Italia im Einsatz.

## Privates
Ab Oktober 2011 war Satta mit dem deutsch-ghanaischen Fußballspieler Kevin-Prince Boateng liiert. 2014 wurde ihr gemeinsamer Sohn in Mönchengladbach geboren. Das Paar heiratete im Juni 2016 und verkündete im Dezember 2020 auf Instagram die Trennung. Vor der Beziehung mit Boateng hatte Satta fünf Jahre lang mit dem italienischen Stürmer Christian Vieri zusammengelebt.

## Filmografie
- 2006: Vita Smeralda
- 2006–2008: Striscia la notizia (Fernsehserie, 12 Episoden)
- 2007: Il giudice Mastrangelo (Fernsehserie, 4 Episoden)
- 2008: Quelli che... il calcio (Fernsehserie, Episode 16x12)
- 2012: Attenti a quei due – La sfida (Fernsehserie, Episode 2x07)
- 2017: Furore 20 years (Mini-Fernsehserie, 2 Episoden)
- 2017: Moda Mia

### Fernsehauftritte
- 2018: Che fuori tempo che fa (Talkshow)